# 國民陣線助理案

2018年啟用的國民聯盟標誌

國民陣線助理案是法國極右翼政黨國民陣線（現國民聯盟）所涉司法案件。該黨27名成員（包括黨魁瑪琳·勒朋）被指控在2004至2016年間，以歐洲議會助理名義僱用人員為政黨工作，卻由公共資金支付薪資。2025年3月，包括勒朋在內的9名歐洲議會議員與12名助理遭判有罪，刑責包含禁止部分議員參選公職。

## 背景
國民聯盟前身為極右翼政黨「國民陣線」（Front national），案發時由瑪琳·勒朋領導。

## 調查與審判
2014年1月，歐洲反詐欺辦公室接獲舉報後對瑪琳·勒龐展開調查，指控她在2004年擔任歐洲議會議員期間僱用虛構助理。調查發現，由歐盟支付薪資的勒龐辦公室主任凱瑟琳·格里塞在2014年10月至2015年8月期間，僅在歐盟議會工作約12小時。
隨著調查持續，範圍擴大至其他曾擔任歐洲議會議員或議員助理的國民聯盟（RN）成員，包括路易·阿利奧、布魯諾·戈爾尼許、朱利安·奧杜爾與尼古拉·貝。
2023年12月，法國當局宣布將以侵吞公款罪起訴勒龐與其他26名RN成員，案件由巴黎司法法院審理。 勒龐可能面臨十年監禁與十年不得擔任公職的處分。 該案於2024年9月開庭。

#### 檢方求刑
11月13日，檢方提出以下量刑建議：
- 瑪琳·勒龐：五年徒刑（其中兩年不得緩刑）、五年不得擔任公職，併科30萬歐元罰金（立即執行）。
- RN政黨：430萬歐元罰金（其中200萬歐元緩刑）。
- 朱利安·奧杜爾：10個月緩刑、2萬歐元罰金，一年不得擔任公職（立即執行）。
- 路易·阿利奧、多米尼克·比爾德（Dominique Bilde）、米蓮娜·特羅什欽斯基（Mylène Troszczynski）、尼古拉·貝：18個月徒刑（12個月緩刑）、3萬歐元罰金，三年不得擔任公職（立即執行）。

- 布魯諾·戈爾尼許：三年徒刑（兩年緩刑）、20萬歐元罰金，五年不得擔任公職（立即執行）。
- 費爾南·勒拉希內爾（Fernand Le Rachinel）：兩年徒刑（一年緩刑）、10萬歐元罰金，五年不得擔任公職（立即執行）。

- 揚·勒龐（Yann Le Pen）：18個月緩刑，兩年不得擔任公職。

- 蒂莫泰·烏桑（Timothée Houssin）：10個月緩刑、1萬歐元罰金，一年不得擔任公職（立即執行）。

- 瑪麗-克里斯汀·阿爾諾圖（Marie-Christine Arnautu）：18個月徒刑（12個月緩刑）、5萬歐元罰金，三年不得擔任公職（立即執行）。

### 證詞

#### 艾默里克·肖普拉德

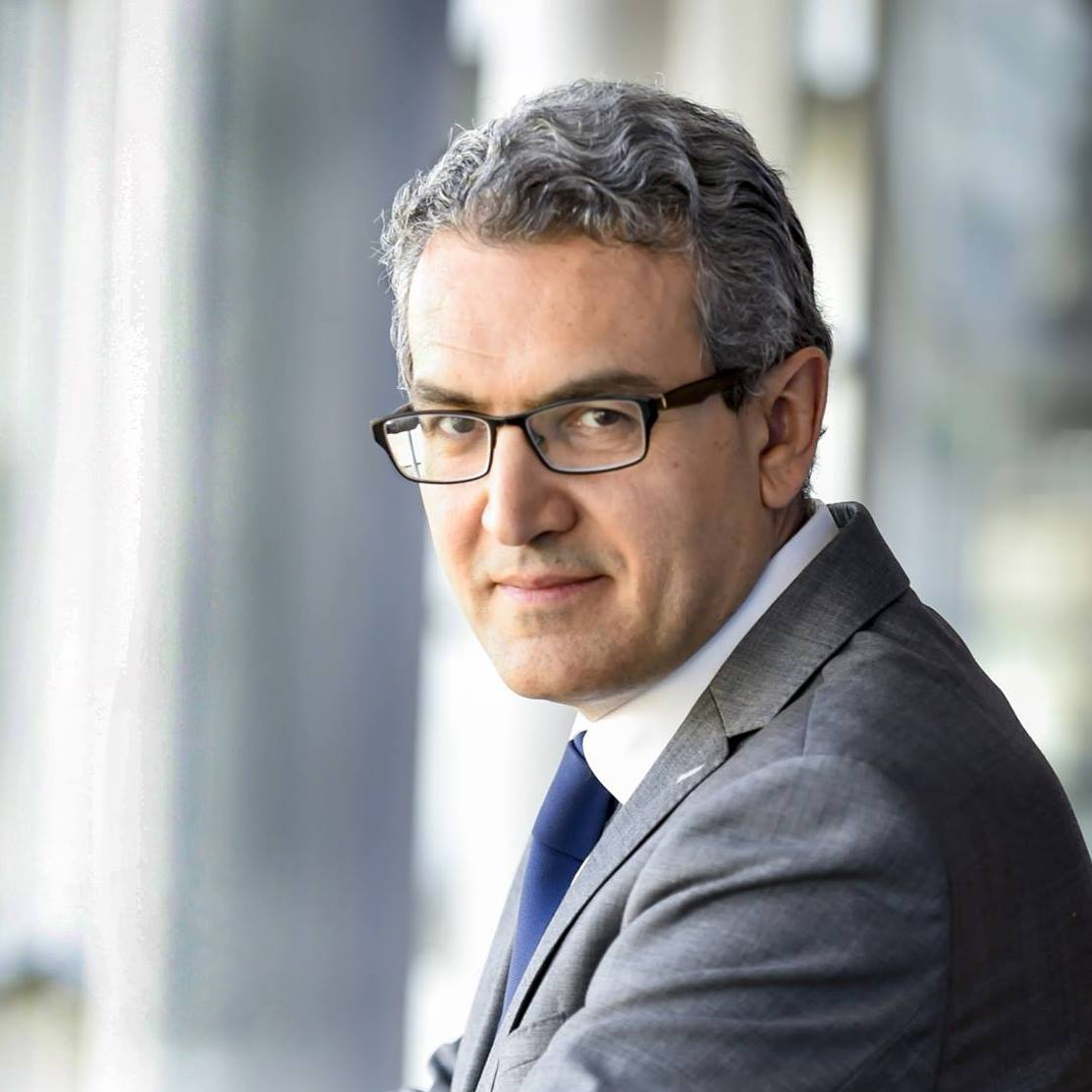
2018年的艾默里克·肖普拉德。

據國民陣線（FN）前歐洲議會黨團主席、勒龐顧問艾默里克·肖普拉德（Aymeric Chauprade）所述，勒龐強制要求FN議員僱用名義上是議會助理、實則參與FN運作的人員。 他在2017年3月28日向調查人員作證，並向《世界報》透露：「2014年6月4日，勒龐在布魯塞爾議會召集約20名新當選的FN議員。她聲明我們無需上繳部分議員津貼給FN，但條件是每名議員只能自行僱用一名助理，並表示：『助理的聘用預算由我掌控，將簽署授權招募文件。』」

#### 讓-克洛德·馬丁內斯
讓-克洛德·馬丁內斯（Jean-Claude Martinez）承認曾僱用勒龐親信于格特·法特納（Huguette Fatna）：「她是被硬塞給我的，實際工作是照顧勒龐的孩子。我稱她為保母後，勒龐與記者卡洛琳·弗雷斯特（Caroline Fourest）（2012年著作《瑪琳·勒龐的真面目》提及此事）聯合控告我。我證明于格特從未踏足布魯塞爾或史特拉斯堡。」這名前助理否認保母說法，聲稱確實在巴黎為馬丁內斯工作，並擔任馬丁尼克香蕉（享歐盟稅收優惠）爭議的協調人。馬丁內斯另表示拒絕僱用勒龐父女的保鑣蒂埃里·萊吉耶（Thierry Légier）。

#### 加埃爾·諾弗里
加埃爾·諾弗里（Gaël Nofri）是勒龐在2012年法國總統大選期間的顧問，從未加入國民陣線或藍色海洋聯盟。他指控FN濫用程序，在他不知情下以讓-瑪麗·勒龐議員助理名義支付薪資（2012年1月至4月），但實際合約屬競選團隊職位。他表示從未擔任讓-瑪麗·勒龐的助理。

#### 索菲·蒙泰爾

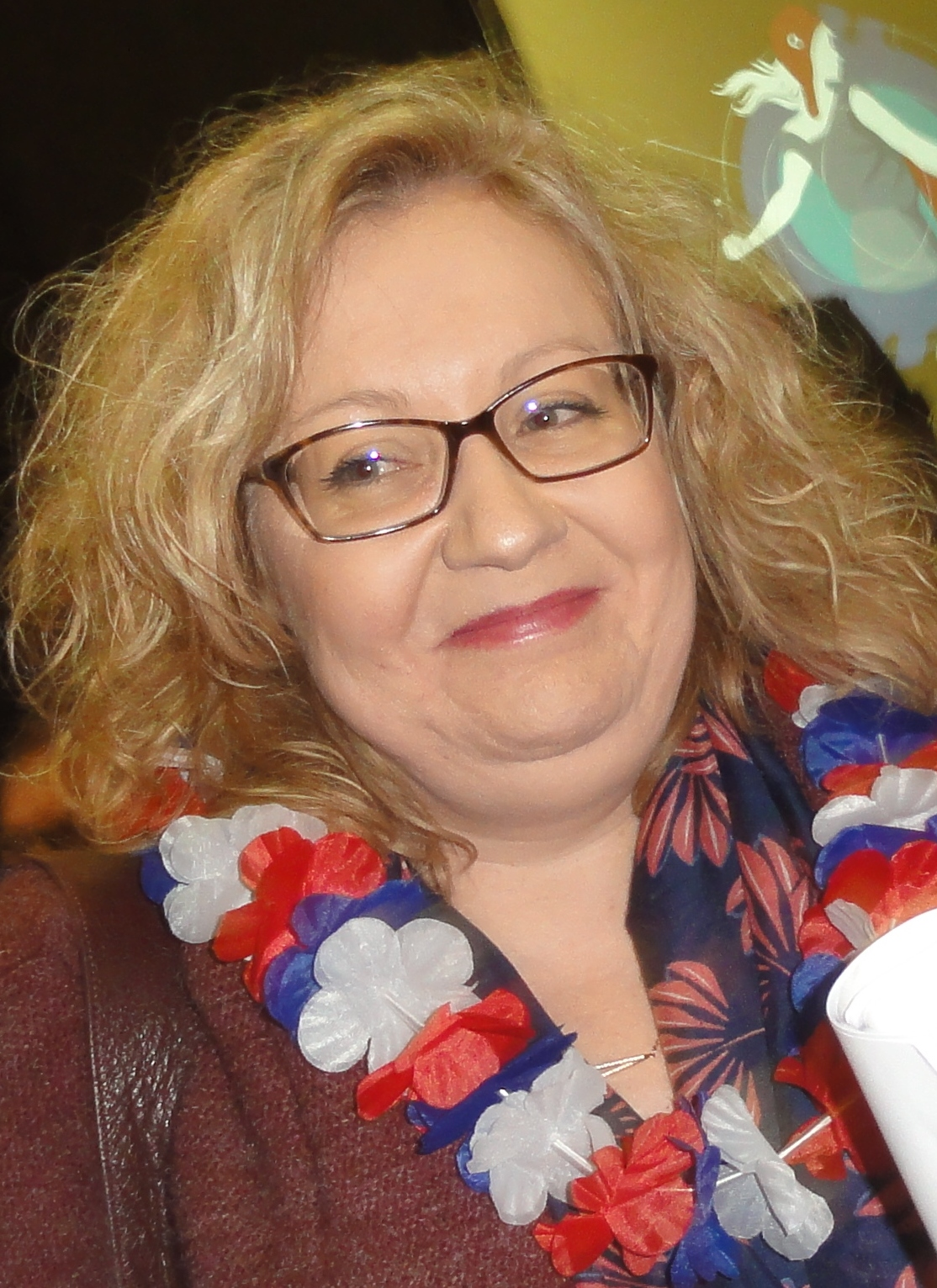
2018年的索菲·蒙泰爾。

2018年6月6日，已退出FN的索菲·蒙泰爾（Sophie Montel）以「自由證人」身分接受反腐敗中央辦公室訊問。她證實艾默里克·肖普拉的說法，指勒龐要求議員僅保留一名助理，以便其幕僚夏爾·范胡特安排其他人選。蒙泰爾表示20名議員中有6人拒絕此安排，包括讓-呂克·沙夫豪澤、弗洛里安·菲利波、米雷耶·多爾納諾、貝爾納·莫諾與她自己。她因拒聘勒龐家族親信于格特·法特納而遭孤立，最終法特納由議員多米尼克·比爾德聘用。法特納否認相關指控。

## 判決
主審法官貝內迪克特·德佩爾蒂（Bénédicte de Perthuis）裁定勒龐挪用歐盟資金罪名成立，判處四年徒刑（其中兩年緩刑）與五年不得擔任公職。
2025年3月31日，9名歐洲議會議員、12名助理與4名黨務人員被判挪用公款罪成立，多名議員遭禁選處分， RN政黨罰款200萬歐元。

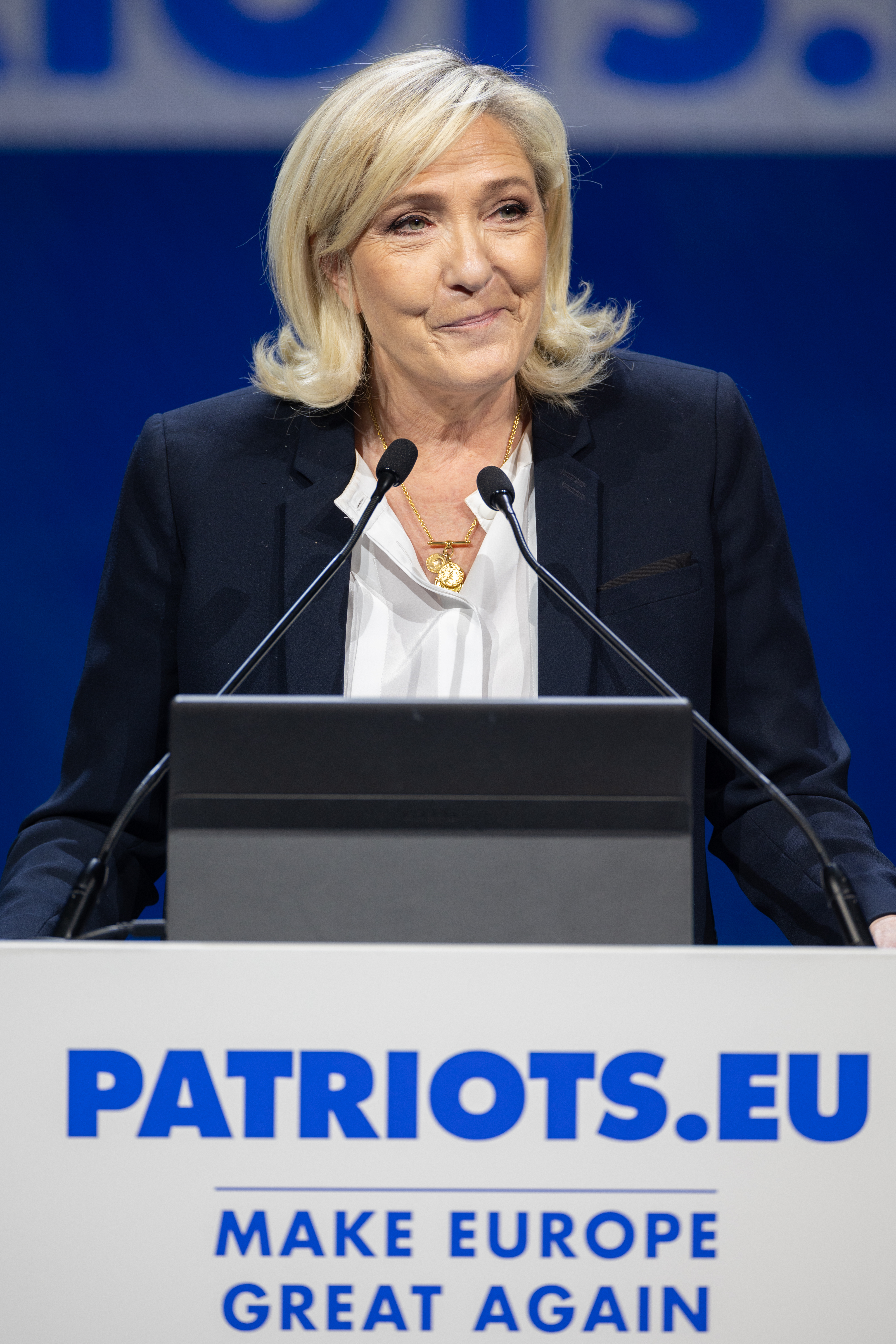
瑪琳·勒龐 （攝於2025年）是本案多名遭定罪者之一。

勒龐的兩年居家監禁須待上訴程序結束後執行，國會議員資格亦未立即撤銷， 但五年禁選令立即生效，使其無法參加2027年法國總統大選。
RN副主席路易·阿利奧（2014-2017年任歐洲議員）獲刑18個月、罰金8000歐元與三年禁選。 前秘書長尼古拉·貝判刑12個月、罰金8000歐元與三年禁選。 前副主席兼司庫瓦勒朗·德聖朱斯特（Wallerand de Saint-Just）與前副主席布魯諾·戈爾尼許各判三年（兩年緩刑）、罰金5萬歐元，分處三年與五年禁選。 現任RN發言人、國民議會議員朱利安·奧杜爾獲八個月緩刑與一年禁選。

## 政治反應

### 法國國內
2025年1月，總理弗朗索瓦·貝魯認為針對RN與其民主運動黨成員的歐盟資金挪用指控「不公」，稱勒龐可能立即喪失參選資格「令人不安」，並指民主運動黨員遭「不當定罪」。 判決後，貝魯稱對結果「感到不安」。
喬丹·巴爾代拉（Jordan Bardella）譴責判決是「民主遭處決」與「司法獨裁」。三名承審法官遭社群媒體威脅，司法部長傑拉德·達馬南與（Gérard Darmanin）司法委員會對此表示關切。 多數左翼政黨支持判決，但不屈法國（La France Insoumise）反對「任何訴訟者上訴無門」的原則。

### 歐洲地區
歐洲極右翼政要強烈反彈，包括海爾特·威爾德斯、馬泰奧·薩爾維尼、維克托·歐爾班、羅伯特·溫尼茨基、湯姆·范格里肯與聖地亞哥·阿巴斯卡尔等聲援勒龐並譴責判決。

### 國際反應
國際極右翼與右翼民粹領袖如匈牙利總理維克托·歐爾班、 克里姆林宮發言人德米特里·佩斯科夫、 以色列僑民事務部長阿米哈伊·奇克利、 伊隆·馬斯克、 義大利副總理馬泰奧·薩爾維尼、 海爾特·威爾德斯 與巴西前總統雅伊爾·博索納羅均表支持。 美國總統唐納·川普將此案與自身官司相比， 美國國務院則對「排除政治參與權」表示關切。